# پرین لافون
پرین لافون (فرانسوی: Perrine Laffont‎؛ زادهٔ ۲۸ اکتبر ۱۹۹۸) اسکی‌باز نمایشی اهل فرانسه است.
وی همچنین برندهٔ جوایزی همچون لژیون دونور (شوالیه) شده‌است.